# MediaTek

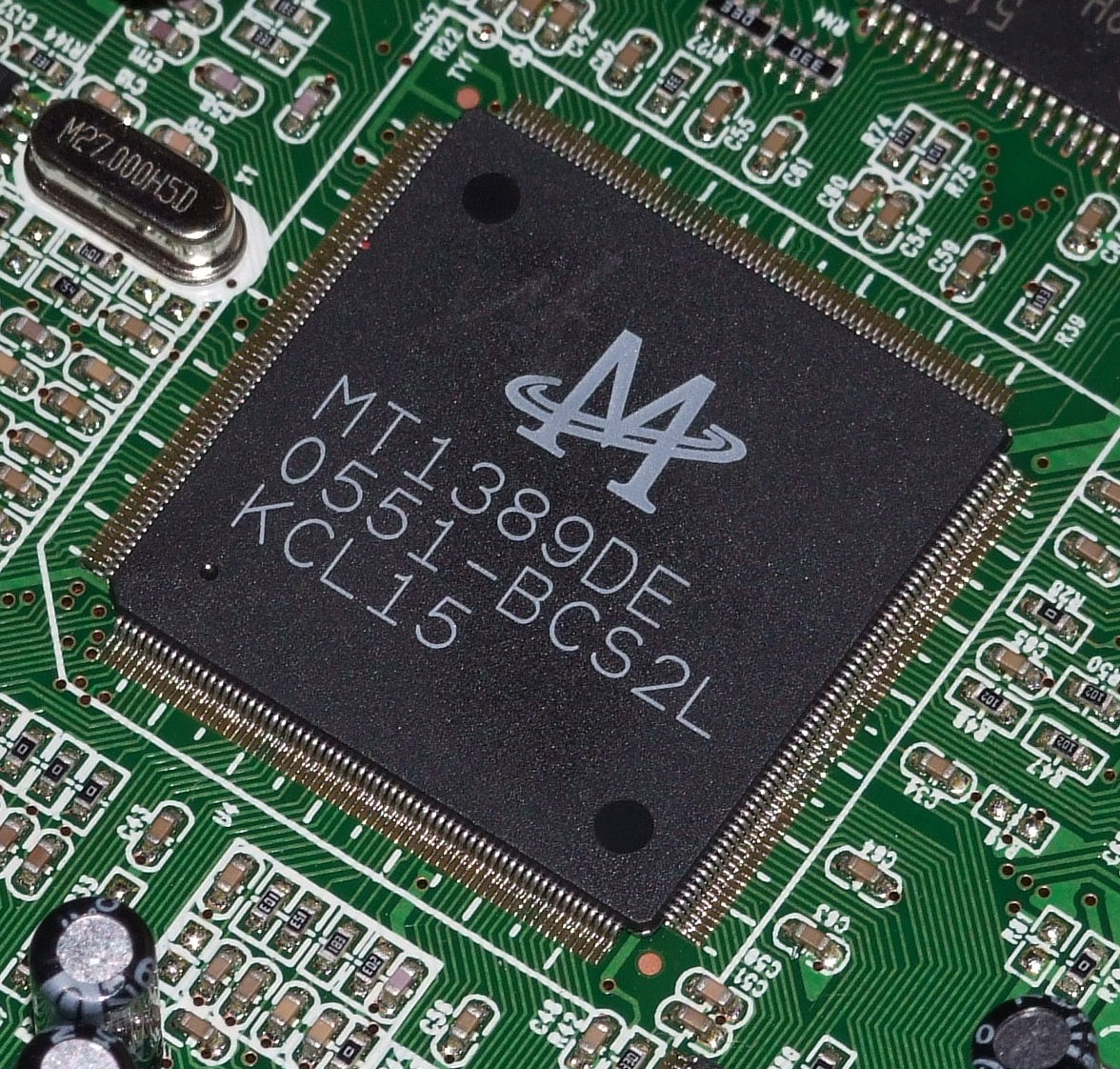
Mikrocontrollerchip von MediaTek in einem DVD-Player

MediaTek Inc. (MTK) ist ein  taiwanischer fabless Hersteller von meist auf ARM-Architektur basierenden Mikrocontrollern u. a. für optische Laufwerke, Smartphones, Tablets, Fernseher, Set-Top-Boxen, GPS-Empfänger, WLAN-Router und Bluetooth-Geräte.

## Geschichte
MediaTek wurde in den 1990er Jahren als Design-Unternehmen (fabless) von UMC ausgegründet.
Das 1997 gegründete Unternehmen stand 2008 noch mit einem Umsatz von 2,896 Mrd. US-Dollar auf Rang 24 der weltweit größten Halbleiterhersteller. 2009 stieg  das Unternehmen nach einer Umsatzsteigerung von 20 % auf Rang 15 der Liste. Im dritten Quartal 2020 überholte es erstmals Qualcomm und erreichte einen Marktanteil von 31 % im Bereich Smartphones. Den Platz 1 im Smartphone-Bereich erreichte MediaTek durch den Fokus auf günstigere Mittelklasse- und Billig-Modelle.
Bei Fernsehgeräte-Chips hält MediaTek einen Marktanteil von beinahe 60 % (Stand 2023).

## Kritik
MediaTek steht in der Kritik von Entwicklergemeinschaften, da das Unternehmen für viele seiner System-on-Chips (SoCs) keine öffentlich zugänglichen Kernel-Quellcodes bereitstellt. Laut einem Bericht im Jahr 2023 von XDA Developers gebe es aktuell keine Pläne seitens MediaTek, den Quellcode außerhalb von Partnerschaften mit Geräteherstellern (OEMs) verfügbar zu machen. Stattdessen erhalten ausschließlich zahlende Kunden Zugriff auf die entsprechenden Entwicklungsressourcen.
Diese eingeschränkte Offenlegungspraxis erschwert es der Open-Source-Community, alternative Betriebssysteme – etwa Custom-ROMs auf Android-Basis – zu entwickeln oder ältere Geräte langfristig mit Softwareupdates zu versorgen. Im Vergleich dazu stellen andere Chip-Hersteller wie Qualcomm Teile ihres Quellcodes öffentlich zur Verfügung, was eine aktivere Entwicklerunterstützung ermöglicht.
Zusätzlich wird kritisiert, dass viele MediaTek-basierte Geräte bereits ein bis zwei Jahre nach Markteinführung keine offiziellen Softwareupdates mehr erhalten. Diese begrenzte Update-Versorgung betrifft insbesondere Geräte im Einsteiger- und Mittelklassesegment, in denen MediaTek-SoCs häufig zum Einsatz kommen.